# Led Zeppelin (àlbum)
Led Zeppelin (de vegades anomenat Led Zeppelin I per distingir-lo del grup i per inèrcia dels àlbums posteriors) és l'àlbum d'estudi debut de la banda de rock anglesa homònima. Fou enregistrat els mesos de setembre i octubre de 1968 i publicat el 12 de gener de 1969 als Estats Units i el 31 de març del mateix any al Regne Unit. Les cançons comptaren amb la participació dels quatre membres de la banda i marcaren la direcció musical característica de la banda, basada en una fusió de rock i blues. A més, el seu so de heavy metal, un gènere emergent en aquells instants, el va dotar d'un gran nombre de seguidors als dos costats de l'oceà Atlàntic. Va arribar al número 7 del Billboard 200 dels Estats Units i al número 6 dels UK Albums Charts del Regne Unit. El 3 de Maig de 1999 va ser certificat 8 vegades disc de platí per la RIAA, fet que acrediten 8 milions de còpies venudes.
Malgrat les seves primeres crítiques negatives, comercialment va ser tot un èxit, i amb el temps els crítics l'han anat valorant més positivament. El 2003, Rolling Stone el va allistar el 29è a la seva llista dels 500 Millors Àlbums de Tots els Temps (i va mantenir el rànquing després de l'actualització de la llista el 2012). El 2004 va entrar al Saló de Fama Grammy.

## Llista de cançons
| 1. | «Good Times Bad Times»     | John Bonham, John Paul Jones, Jimmy Page                   | 2:46 |
| 2. | «Babe I'm Gonna Leave You» | Anne Bredon, arranjaments tradicionals, Page, Robert Plant | 6:42 |
| 3. | «You Shook Me»             | Willie Dixon, J. B. Lenoir                                 | 6:28 |
| 4. | «Dazed and Confused»       | Page (inspirat per Jake Holmes)                            | 6:28 |

| 5. | «Your Time Is Gonna Come» | Jones, Page         | 4:34 |
| 6. | «Black Mountain Side»     | Page                | 2:12 |
| 7. | «Communication Breakdown» | Bonham, Jones, Page | 2:30 |
| 8. | «I Can't Quit You Baby»   | Dixon               | 4:42 |
| 9. | «How Many More Times»     | Bonham, Jones, Page | 8:27 |

## Personal
Led Zeppelin
- Jimmy Page – guitarra acústica i elèctrica, pedal steel guitar, segona veu, producció
- Robert Plant – veu, harmònica
- John Bonham – bateria, timbales, percussió, segona veu
- John Paul Jones – baix, orgue, segona veu

Personal addicional
- Viram Jasani – tabla a «Black Mountain Side»

Production
- Barry Diament – masterització original
- Chris Dreja – fotografia de la contraportada
- Peter Grant – producció executiva
- George Hardie – disseny de la portada
- Glyn Johns – enginyeria, mescles
- George Marino – remasterització
- Jimmy Page – remasterització del 2014